# NK Metalleghe-BSI
NK Jajce (früher NK Methalleghe-BSI) ist ein bosnischer Fußballverein aus Jajce. Der Verein spielt zurzeit in der 4. Liga Bosniens mit, der 1. Kantonsliga Zentralbosnien.

## Geschichte
NK Jajce wurde am 6. August 2009 gegründet, um die Fußballtradition der historischen Stadt Jajce weiterzuführen als sie fußballerisch am Boden war. Die Gründer der Mannschaft waren Nikola Bilić, Matija Lučić, Nikola Jurinović, Josip Bošković und Jozo Lučić. Bereits einen Monat nach dem der Verein gegründet worden war, spielte NK Jajce ihr erstes Spiel gegen FK Kaćuni. Damals noch in der 1. Kantonsliga vom Kanton Zentralbosnien. In der Saison 2013/14 wurde NK Jajce Meister der Druga Liga FBiH West und stieg danach in die Zweite bosnische Liga der Prva Liga FBiH auf. In der Saison 2014/15 erreichte die Mannschaft das Viertelfinale im Fußball-Cup. 2015/16 wurden sie Meister der Prva Liga FBiH. Sie spielten in der Saison 2016/17 in der Premijer Liga der höchsten Spielklasse Bosnien und Herzegowinas mit.
Heute ist man wieder Teil der viertklassigen 1. Kantonsliga des Kanton Zentralbosnien.

## Erfolge
- 2010/11 Meister der 1. Kantonsliga Zentralbosnien
- 2013/14 Meister der Druga Liga FBiH West
- 2015/16 Meister der Prva Liga FBiH